# San Damiano Macra
San Damiano Macra är en ort och kommun i provinsen Cuneo i regionen Piemonte i Italien. Kommunen hade 408 invånare (2018).